# Biralus equinus
Biralus equinus är en skalbaggsart som beskrevs av Franz Faldermann 1835. Biralus equinus ingår i släktet Biralus och familjen Aphodiidae. Inga underarter finns listade.